# Pazinčica
Pazinčica (także Fojba, Pazinski potok, Potok) – rzeka w Chorwacji, na półwyspie Istria.
Wypływa na zboczach Učki. W okolicach Pazinu wpływa do jaskini Pazinska jama. Jej długość wynosi 16,5 km. Powierzchnia jej dorzecza wynosi 82,9 km².